# Envision Virgin Racing
Tým Envision Racing Formula E Team je britský motoristický závodní tým založený v Silverstone ve Velké Británii, s většinovým vlastníkem Envision Energy , který soutěží ve Formuli E. 
Tým pro svou zahajovací sezónu 2014/15 podepsal jezdce Jaime Alguersuariho a Sama Birda. Bird závodil za Virgin ve všech následujících sezónách, zatímco v druhém voze se v průběhu let vystřídalo několik různých jezdců.

Partnerem týmu Virgin byla v minulosti firma DS Automobiles, a to od sezóny 2015–16  do sezóny 2017–18. V té době soutěžil Virgin pod názvem DS Virgin Racing. Společnost DS se rozhodla přesunout svůj sponzoring ke konkurenčnímu týmu Techeetah od sezóny 2018–19, a tak se Virgin dohodl na dlouhodobé dodávce vozů od Audi Sport.

## Výsledky
| Rok                    | Monopost                    | Pohonná jednotka                 | Pneu          | No.           | Jezdci            | 1             | 2             | 3             | 4             | 5             | 6             | 7             | 8             | 9             | 10            | 11            | 12            | 13            | 14            | 15            | Body          | P.T.          |
| Virgin Racing          | Virgin Racing               | Virgin Racing                    | Virgin Racing | Virgin Racing | Virgin Racing     | Virgin Racing | Virgin Racing | Virgin Racing | Virgin Racing | Virgin Racing | Virgin Racing | Virgin Racing | Virgin Racing | Virgin Racing | Virgin Racing | Virgin Racing | Virgin Racing | Virgin Racing | Virgin Racing | Virgin Racing | Virgin Racing | Virgin Racing |
| ---------------------- | --------------------------- | -------------------------------- | ------------- | ------------- | ----------------- | ------------- | ------------- | ------------- | ------------- | ------------- | ------------- | ------------- | ------------- | ------------- | ------------- | ------------- | ------------- | ------------- | ------------- | ------------- | ------------- | ------------- |
| 2014/15                | Spark-Renault SRT 01E       | SRT01-e                          | M             |               |                   | BEI           | PUT           | PDE           | BUE           | MIA           | LBH           | MON           | BER           | MSC           | LON           | LON           |               |               |               |               | 133           | 5.            |
| 2014/15                | Spark-Renault SRT 01E       | SRT01-e                          | M             | 2             | Sam Bird          | 3             | 1             | Ret           | 7             | 8             | Ret           | 4             | 8             | Ret           | 6             | 1             |               |               |               |               | 133           | 5.            |
| 2014/15                | Spark-Renault SRT 01E       | SRT01-e                          | M             | 3             | Jaime Alguersuari | 11            | 9             | 5             | 4             | 11            | 8             | Ret           | 12            | 13            |               |               |               |               |               |               | 133           | 5.            |
| 2014/15                | Spark-Renault SRT 01E       | SRT01-e                          | M             | 3             | Fabio Leimer      |               |               |               |               |               |               |               |               |               | 14            | Ret           |               |               |               |               | 133           | 5.            |
| DS Virgin Racing       |                             |                                  |               |               |                   |               |               |               |               |               |               |               |               |               |               |               |               |               |               |               |               |               |
| 2015/16                | Spark-Citroën Virgin DSV-01 | Virgin Racing Engineering DSV-01 | M             |               |                   | BEI           | PUT           | PDE           | BUE           | MEX           | LBH           | PAR           | BER           | LON           | LON           |               |               |               |               |               | 144           | 3rd           |
| 2015/16                | Spark-Citroën Virgin DSV-01 | Virgin Racing Engineering DSV-01 | M             | 2             | Sam Bird          | 7             | 2             | Ret           | 1             | 6             | 6             | 6             | 11            | 7             | Ret           |               |               |               |               |               | 144           | 3rd           |
| 2015/16                | Spark-Citroën Virgin DSV-01 | Virgin Racing Engineering DSV-01 | M             | 25            | Jean-Éric Vergne  | 12            | Ret           | 7             | 11            | 16            | 13†           | 2             | 5             | 3             | 8             |               |               |               |               |               | 144           | 3rd           |
| 2016/17                | Spark-Citroën Virgin DSV-02 | DS Virgin DSV-02                 | M             |               |                   | HKG           | MAR           | BUE           | MEX           | MON           | PAR           | BER           | BER           | NYC           | NYC           | MTL           | MTL           |               |               |               | 190           | 4th           |
| 2016/17                | Spark-Citroën Virgin DSV-02 | DS Virgin DSV-02                 | M             | 2             | Sam Bird          | 13            | 2             | Ret           | 3             | Ret           | 16            | 7             | 7             | 1             | 1             | 5             | 4             |               |               |               | 190           | 4th           |
| 2016/17                | Spark-Citroën Virgin DSV-02 | DS Virgin DSV-02                 | M             | 37            | José María López  | Ret*          | 10            | 10            | 6             | Ret           | 2             | 4             | 5             |               |               | Ret           | 3             |               |               |               | 190           | 4th           |
| 2016/17                | Spark-Citroën Virgin DSV-02 | DS Virgin DSV-02                 | M             | 37            | Alex Lynn         |               |               |               |               |               |               |               |               | Ret           | Ret           |               |               |               |               |               | 190           | 4th           |
| 2017/18                | Spark-Citroën Virgin DSV-03 | DS Virgin DSV-03                 | M             |               |                   | HKG           | HKG           | MAR           | SAN           | MEX           | PDE           | ROM           | PAR           | BER           | ZRH           | NYC           | NYC           |               |               |               | 160           | 3rd           |
| 2017/18                | Spark-Citroën Virgin DSV-03 | DS Virgin DSV-03                 | M             | 2             | Sam Bird          | 1             | 5             | 3             | 5             | Ret           | 3             | 1             | 3             | 7             | 2             | 9             | 10            |               |               |               | 160           | 3rd           |
| 2017/18                | Spark-Citroën Virgin DSV-03 | DS Virgin DSV-03                 | M             | 36            | Alex Lynn         | 8             | 9             | 10            | Ret           | 10            | 6             | Ret           | 14            | 16            | 16            | Ret           | 14            |               |               |               | 160           | 3rd           |
| Envision Virgin Racing |                             |                                  |               |               |                   |               |               |               |               |               |               |               |               |               |               |               |               |               |               |               |               |               |
| 2018/19                | Spark-Audi e-Tron FE05      | Audi e-tron FE05                 | M             |               |                   | ADR           | MAR           | SAN           | MEX           | HKG           | SNY           | ROM           | PAR           | MON           | BER           | BRN           | NYC           | NYC           |               |               | 191           | 3rd           |
| 2018/19                | Spark-Audi e-Tron FE05      | Audi e-tron FE05                 | M             | 2             | Sam Bird          | 11            | 3             | 1             | 9             | 6             | Ret           | 11            | 11            | 16†           | 9             | 4             | 8             | 4             |               |               | 191           | 3rd           |
| 2018/19                | Spark-Audi e-Tron FE05      | Audi e-tron FE05                 | M             | 4             | Robin Frijns      | 12            | 2             | 5             | 11            | 3             | 11            | 4             | 1             | 17†           | 13            | Ret           | Ret           | 1             |               |               | 191           | 3rd           |
| 2019/20                | Spark SRT05e                | Audi e-tron FE06                 | M             |               |                   | ADR           | ADR           | SAN           | MEX           | MAR           | BER           | BER           | BER           | BER           | BER           | BER           |               |               |               |               | 121           | 4th           |
| 2019/20                | Spark SRT05e                | Audi e-tron FE06                 | M             | 2             | Sam Bird          | 1G            | Ret           | 10            | Ret           | 10            | 3             | 6             | 13            | 11            | 20            | 5             |               |               |               |               | 121           | 4th           |
| 2019/20                | Spark SRT05e                | Audi e-tron FE06                 | M             | 4             | Robin Frijns      | 5             | Ret           | 15            | DSQ           | 12            | Ret           | 4             | 2             | DNS           | 2             | Ret           |               |               |               |               | 121           | 4th           |
| 2020/21                | Spark SRT05e                | Audi e-tron FE07                 | M             |               |                   | ADR           | ADR           | ROM           | ROM           | VLC           | VLC           | MON           | PUE           | PUE           | NYC           | NYC           | LON           | LON           | BER           | BER           | 165           | 5th           |
| 2020/21                | Spark SRT05e                | Audi e-tron FE07                 | M             | 4             | Robin Frijns      | 17            | 2G            | 4             | 18            | 6             | 19            | 2G            | 16            | 11            | 5             | 8             | 13            | 4             | 15            | 12            | 165           | 5th           |
| 2020/21                | Spark SRT05e                | Audi e-tron FE07                 | M             | 37            | Nick Cassidy      | 19            | 14            | 15            | Ret           | 4             | 13            | 8             | Ret           | 2             | 4             | 2             | 11            | 7             | 14            | 17            | 165           | 5th           |